# Роза (Италия)
Вижте пояснителната страница за други значения на Роза.
Роза̀ (на италиански: Rosà; на венециански: Roxà, Роза) е град и община в Северна Италия, провинция Виченца, регион Венето. Разположен е на 97 m надморска височина. Населението на общината е 14 417 души (към 2015 г.).